# Speak White
Speak White (dt. „Sprich weiß“) ist eine rassistische Beleidigung, die anglophone Kanadier gegen jene benutzten, die in der Öffentlichkeit eine andere Sprache gebrauchen.

## Geschichte
Die Verunglimpfung inspirierte die Québecer Schriftstellerin Michèle Lalonde 1968 zu einem Gedicht in französischer Sprache. Zum ersten Mal rezitiert wurde es 1970, vier Jahre darauf veröffentlichte es das Montréaler Verlagshaus Éditions de l’Hexagone. Es prangerte die nachteilige Situation der Frankophonen in Québec an und ist in einem die englischsprachige Minderheit anklagenden Ton gehalten. Ihr Gedicht richtet sich vorwiegend an Anglo-Kanada, wobei es öfter auf britische und US-amerikanische Referenzen wie Shakespeare, Keats, die Themse, den Potomac und die Wall Street als seine Symbole sprachlicher Unterdrückung zurückgreift.
1980 wurde Speak White als Kurzfilm von den Filmschaffenden Pierre Falardeau und Julien Poulin verarbeitet; im sechsminütigen Werk las die Schauspielerin Marie Eykel das Gedicht. Er wurde vom National Film Board of Canada veröffentlicht.
Der Italo-Québecer Journalist Marco Micone schrieb daraufhin ebenfalls ein Gedicht, welches er Speak What? (etwa „Was soll ich sprechen?“) nannte, worin er den allophonen Einwanderern der Provinz dieselben Probleme wie den Französischsprachigen bescheinigte und für mehr gesellschaftliche Inklusion warb.
Das Gedicht Speak White wurde in Gänze von Robert Lepage in seinem Ein-Mann-Stück „887“ verlesen, das 2015 in Vancouver uraufgeführt und auch im August desselben Jahres auf dem Edinburgh International Arts Festival in Schottland gespielt wurde.

## Herkunft
„Speak White“ ist eine rassistische Beleidigung der Englischsprachigen gegen Nicht-Anglophone in Kanada. André Laurendeau hielt 1963 in seinem Tagebuch während der Laurendeau-Dunton-Kommission fest, dass Anglokanadier die Diffamierung den Frankophonen zuriefen und spekulierte darüber, ob es sich um eine Anleihe aus den Südstaaten der USA handelte. Es wurde auch berichtet, dass der Anwurf gegenüber Neuankömmlingen in Kanada gebraucht wurde.